# FMナイトストリート
FMナイトストリート（エフエム-）はJFN制作で、1984年12月から1994年3月まで放送されていたラジオ番組である。

## 概要
この番組はBラインにて月～金の深夜に放送された。
最初は「今日から明日へ」と題して25時（FM群馬、FM三重は24時）～26時のみの放送、1988年4月からは放送時間を拡大して2部構成となり、FM群馬、FM三重のみネットしていた24時～25時が「ザ・リクエスト」、25時～27時が「ミッドナイト版」、27時～29時は「PAJAMA PRESS（パジャマ・プレス）」、1989年1月からは放送枠を変更し、25時（FM群馬、FM三重は24時）～26時が「PAJAMA PRESS」、26時～28時が「PURE MUSIC（ピュア･ミュージック）」として放送された。同時に金曜日は「FMウィークエンドスペシャル」（1996年3月まで放送）として独立した。
エフエム富士(FM FUJI)でも1988年8月の開局当時から、JFN脱退の1992年3月（正確には'92年4月から1年間は準加盟で'93年3月末日で正式脱退）までネットされ、ネット当時は東京近郊でのリスナーが多く、後の赤坂泰彦人気の元となったと言われている。なお当時のJFNCははがきや封書の投稿をJFNCでなく各局宛に送るようにしており本番組でも各パーソナリティが全局の住所を読み上げていたが、赤坂はシスター・スレッジ の「We Are Family」のインストルメンタルで「アドレス・ラップ」を制作する手法を取った。

## 番組スタートの経緯
後に、番組に出演していたパーソナリティーの一人である赤坂泰彦が語ったところによると、最初の目的は「FMでも深夜放送をやろう、AMに対するアンチテーゼとして、FMでもトーク主体の深夜番組をやろう。」というものであったとされる。ただし実際には、「PAJAMA PRESS」は乱痴気騒ぎ気味、それ以外は落ち着いたトークという違いはあった。
さらに「人気が出た暁には、キー局にもネットされることを目指そう」という目標もあったようだが、実際にこの番組の人気が上がった頃、目標であったキー局であるTOKYO FMでは、当番組をネットせず、自前で同じトーク主体の新番組（「スーパーFMマガジン NORU SORU」など）を立ち上げてしまい、一部FMの局のネット乗換が起こったという「オチ」がついてしまった。
それだけでなく、1994年3月一杯で終了後は、25〜26時台はTOKYO FM・JFNCが共同制作する新番組「ラジ王」に吸収・統合され、24時台は「JET STREAM」のネットが拡大する結果となった。また、27〜30時台は「まんたんMUSIC」になったが、こちらは放送開始半年後にTOKYO FMでの一部時間のネットを開始した。
なお、番組の立ち上げには当時ラジオプレス社代表であったドン上野が関わり、以後番組終了までプロデューサーという立場で見守っていくこととなった。そのドン上野はAM深夜放送の一つである『オールナイトニッポン』の立ち上げにも携っている。

## パーソナリティ

### 第1部
| 期間    | 期間    | タイトル                      | 月曜日             | 火曜日     | 水曜日   | 木曜日                    | 金曜日       |
| ------- | ------- | ----------------------------- | ------------------ | ---------- | -------- | ------------------------- | ------------ |
| 1984.12 | 1985.09 | 今日から明日へ                | 麻田浩             | 市川光興   | 萩原健太 | 市川光興                  | 岩田由記夫   |
| 1985.10 | 1986.03 | 今日から明日へ                | 市川光興           | 太田裕美   | 伊藤銀次 | アグネス・チャン          | 岩田由記夫   |
| 1986.04 | 1986.09 | 今日から明日へ                | 市川光興           | 太田裕美   | 伊藤銀次 | 安部恭弘                  | 岩田由記夫   |
| 1986.10 | 1988.03 | 今日から明日へ                | 市川光興           | 太田裕美   | 伊藤銀次 | 飯島真理                  | 岩田由記夫   |
| 1988.04 | 1988.09 | ザ・リクエスト ミッドナイト版 | 市川光興           | 太田裕美   | 伊藤銀次 | 椎名恵                    | 岩田由記夫   |
| 1988.10 | 1988.12 | ザ・リクエスト ミッドナイト版 | 村田和人           | ケラ       | 伊藤銀次 | 椎名恵                    | 岩田由記夫   |
| 1989.01 | 1989.03 | PAJAMA PRESS                  | 哀川翔             | 倉橋ルイ子 | 赤坂泰彦 | ペッカー                  | （放送無し） |
| 1989.04 | 1992.03 | PAJAMA PRESS                  | 哀川翔             | 相澤元気   | 赤坂泰彦 | 関口誠人                  | （放送無し） |
| 1992.04 | 1993.03 | PAJAMA PRESS                  | 長友仍世 （infix） | 相澤元気   | 赤坂泰彦 | 関口誠人                  | （放送無し） |
| 1993.04 | 1994.03 | PAJAMA PRESS                  | 長友仍世 （infix） | 相澤元気   | 赤坂泰彦 | ささきたまみ （SEAGULLS） | （放送無し） |

#### 今日から明日へ → ザ・リクエスト&ミッドナイト版
- 月曜：麻田浩（開始～1985年9月）
- 月曜：市川光興（1985年10月～1988年9月）
- 月曜：村田和人（1988年10月～1988年12月）
- 火曜：市川光興（開始～1985年9月）
- 火曜：太田裕美（1985年10月～1988年9月）
- 火曜：ケラ（1988年10月～同年12月）
- 水曜：萩原健太（開始～1985年9月）
- 水曜：伊藤銀次（1985年10月～1988年12月）
- 木曜：市川光興（開始～1985年9月）
- 木曜：アグネス・チャン（1985年10月～1986年3月）
- 木曜：安部恭弘（1986年4月～1986年9月）
- 木曜：飯島真理（1986年10月～1988年3月）
- 木曜：椎名恵（1988年4月～同年12月）
- 金曜：岩田由記夫（開始～1988年12月 「FMウィークエンドスペシャル」でも引き続きパーソナリティを務める）

#### PAJAMA PRESS (1989年1月から)
- 月曜：哀川翔（1989年1月～1992年3月）
- 月曜：長友仍世（infix）（1992年4月～1994年3月 → 「ラジ王」へ続投）
- 火曜：倉橋ルイ子（1989年1月～同年3月）
- 火曜：相澤元気（1989年4月～1994年3月）
- 水曜：赤坂泰彦（1989年1月～1994年3月）[1]
- 木曜：ペッカー（1989年1月～同年3月）
- 木曜：関口誠人（1989年4月～1993年3月）
- 木曜：ささきたまみ（SEAGULLS）（1993年4月～1994年3月）

### 第2部
| 期間    | 期間    | タイトル     | 月曜日                    | 火曜日                            | 水曜日   | 木曜日                          | 金曜日       |
| ------- | ------- | ------------ | ------------------------- | --------------------------------- | -------- | ------------------------------- | ------------ |
| 1988.04 | 1988.06 | PAJAMA PRESS | 哀川翔                    | 高樹沙耶                          | 畠山久   | ペッカー                        | 陣内大蔵     |
| 1988.07 | 1988.09 | PAJAMA PRESS | 哀川翔                    | 倉橋ルイ子                        | 畠山久   | ペッカー                        | 陣内大蔵     |
| 1988.10 | 1988.12 | PAJAMA PRESS | 哀川翔                    | 倉橋ルイ子                        | 陣内大蔵 | ペッカー                        | 赤坂泰彦     |
| 1989.01 | 1989.06 | PURE MUSIC   | 笹野みちる                | ケラ                              | 陣内大蔵 | 伊藤銀次                        | （放送無し） |
| 1989.07 | 1990.09 | PURE MUSIC   | チャカ （PSY・S）         | ケラ                              | 陣内大蔵 | 伊藤銀次                        | （放送無し） |
| 1990.10 | 1990.12 | PURE MUSIC   | チャカ （PSY・S）         | ローリー寺西 （すかんち）         | 陣内大蔵 | 伊藤銀次                        | （放送無し） |
| 1991.01 | 1991.03 | PURE MUSIC   | チャカ （PSY・S）         | ダイナマイト・マリ （NORMA JEAN） | 陣内大蔵 | 伊藤銀次                        | （放送無し） |
| 1991.04 | 1991.09 | PURE MUSIC   | 大塚純子                  | 博多めぐみ （バビロン大王）       | 陣内大蔵 | 伊藤銀次                        | （放送無し） |
| 1991.10 | 1992.03 | PURE MUSIC   | 大塚純子                  | 東京パノラマ マンボボーイズ       | 陣内大蔵 | 伊藤銀次                        | （放送無し） |
| 1992.04 | 1992.09 | PURE MUSIC   | 山口洋 （ヒートウェイブ） | トータス松本 （ウルフルズ）       | 陣内大蔵 | 伊藤銀次                        | （放送無し） |
| 1992.10 | 1993.03 | PURE MUSIC   | 山口洋 （ヒートウェイブ） | 佐藤伸治 （フィッシュマンズ）     | 陣内大蔵 | 伊藤銀次                        | （放送無し） |
| 1993.04 | 1994.03 | PURE MUSIC   | 山口洋 （ヒートウェイブ） | 佐藤伸治 （フィッシュマンズ）     | 藤本恭子 | 加藤ひさし （ザ・コレクターズ） | （放送無し） |

#### PAJAMA PRESS
- 月曜：哀川翔（1988年4月～同年12月）
- 火曜：高樹沙耶（1988年4月～同年6月）
- 火曜：倉橋ルイ子（1988年7月～同年12月）
- 水曜：畠山久（1988年4月～同年9月）
- 木曜：ペッカー（1988年4月～同年12月）
- 金曜：陣内大蔵（1988年4月～同年9月、1988年10月からは水曜2部へ）
- 金曜：赤坂泰彦（1988年10月～同年12月）

#### PURE MUSIC (1989年1月から)
- 月曜：笹野みちる（1989年1月～同年6月）
- 月曜：チャカ（PSY・S）（1989年7月～1991年3月）
- 月曜：大塚純子（1991年4月～1992年3月）
- 月曜：山口洋（ヒートウェイブ）（1992年4月～1994年3月）
- 火曜：ケラ（1989年1月～1990年9月）
- 火曜：ローリー寺西（すかんち）（1990年10月～同年12月）
- 火曜：ダイナマイト・マリ（NORMA JEAN）（1991年1月～同年3月）
- 火曜：博多めぐみ（当時バビロン大王、元米米CLUB）（1991年4月～同年9月）
- 火曜：東京パノラママンボボーイズ（1991年10月～1992年3月）
- 火曜：トータス松本（ウルフルズ）（1992年4月～同年9月）
- 火曜：佐藤伸治（フィッシュマンズ）（1992年10月～1994年3月）
- 水曜：陣内大蔵（1989年1月～1993年3月）
- 水曜：藤本恭子（1993年4月～1994年3月）
- 木曜：伊藤銀次（1989年1月～1993年3月）
- 木曜：加藤ひさし（ザ・コレクターズ）（1993年4月～1994年3月）

## ネット局
- 1987年10月　FM青森、FM岩手（金×）、FM秋田、FM群馬（24時～）[2]、FM新潟（金×）、FM三重（24時～）、FM富山（金×）、FM福井（金×）、FM山陰（金×）、FM山口（木金×）、FM中九州、FM宮崎（木金×）、FM沖縄（木金×）
- 1988年4月　FM青森、FM岩手（金25×）、FM秋田（全曜日26時まで）、FM群馬（24時～）、FM新潟（全曜日27時まで）、FM三重（24時～27時）、FM富山（金25×）、FM福井（金25×）、FM山陰（全曜日27時から）、FM山口（金25×）、☆FM香川（全曜日27時まで）、FM中九州（全曜日26時まで）、FM宮崎（月～木26時まで、金26～29時）、FM沖縄（月～水26時まで）

（以下、放送枠変更があった局のみ掲載）
- 1988年8月　☆FM富士（金×）
- 1988年10月　FM秋田（月～木25～27時、金26～27時）、FM富士（月～木フルネット、金27時から）、☆FM長野（全曜日27時まで）、FM山陰（フルネット化）、FM山口（木金25×）、FM中九州（フルネット化）
- 1989年4月　☆FM山形、FM新潟（木26×）、FM福井（木25×）、FM山口（木25×）
- 1989年10月　FM岩手（木25×）、FM富山（木25×）、FM富士（全曜日24時から）、FM新潟（フルネット化）、FM福井（フルネット化）、FM山口（水木25×）
- 1990年4月　FM富山（水木25×）、☆FM石川（全曜日26時まで）、FM福井（月～水26時から、木26時30分から）、FM三重（フルネット化）、FM中九州（全曜日26時から）、FM沖縄（全曜日26時から）
- 1990年10月　FM長野、FM石川、FM富山（以上は打ち切り→「NORU SORU」に乗り換え）、FM新潟、FM山陰（27時まで「NORU SORU」ネット、全曜日27時から）、FM山口（火水木25×）
- 1991年10月　FM秋田（木26～27×）、FM山形（27時まで「NORU SORU」ネット、全曜日27時から）、FM富士（全曜日26時まで）、FM山口（全曜日26時から）、◆FM大分
- 1992年4月　FMとやま（「スーパーFMマガジン」打ち切り→再びフルネット化）、FM石川（全曜日27時台のみネット）、FM福井（木曜25時～フルネット）、FM富士（完全打ち切り）、☆FM徳島、☆FM高知、☆FM佐賀（全曜日27時まで）
- 1992年10月　FM青森（27時まで「NORU SORU」ネット、全曜日27時から）、FM石川（「NORU SORU」打ち切り→フルネット化）、FM福井（全曜日26時から）、☆FM鹿児島（全曜日27時台のみネット）
- 1993年4月　FM高知（27時まで「NORU SORU」ネット、全曜日27時から）
- 1993年10月　FM山陰（「NORU SORU」打ち切り→再びフルネット化）、FM福井（木曜25時から再フルネット）、FM山口（月曜25時から再フルネット）

凡例
- 「×」･･･ ネット無しの時間帯を表す。例：「金×」･･･金曜のみ未ネット　「火水木25×」火曜･水曜･木曜の25時台は未ネット）
- ☆ ･･･ 開局によるネット開始局
- ◆ ･･･ JFN加盟によるネット開始局
- 特に注記の無い局はフルネット。なお便宜上、全曜日25時～29時（28時）全枠放送の局に関しても「フルネット」扱い。